# Alpiscorpius
Genre
Synonymes
- Balkanscorpius Tropea, 2021
- Hadzius Tropea, 2021

Alpiscorpius est un genre de scorpions de la famille des Euscorpiidae.

## Distribution
Les espèces de ce genre se rencontrent en Europe et en Turquie.

## Liste des espèces
Selon The Scorpion Files (01/05/2025) :
- Alpiscorpius alpha (Caporiaco, 1950)
- Alpiscorpius beta (Caporiacco, 1950)
- Alpiscorpius caporiaccoi (Bonacina, 1980)
- Alpiscorpius croaticus (Caporiacco, 1950)
- Alpiscorpius delta Kovařík, Štundlová, Fet & Šťáhlavský, 2019
- Alpiscorpius dinaricus (Caporiacco, 1950)
- Alpiscorpius gamma (Caporiaco, 1950)
- Alpiscorpius germanus (C. L. Koch, 1837)
- Alpiscorpius idaeus (Yağmur & Tropea, 2017)
- Alpiscorpius istanbulensis Tropea, Yağmur & Parmakelis, 2024
- Alpiscorpius kappa Kovařík, Štundlová, Fet & Šťáhlavský, 2019
- Alpiscorpius karamani Tropea, 2021
- Alpiscorpius lambda Kovařík, Štundlová, Fet & Šťáhlavský, 2019
- Alpiscorpius liburnicus Tvrtković & Rebrina, 2022
- Alpiscorpius mingrelicus (Kessler, 1874)
- Alpiscorpius omega Kovařík, Štundlová, Fet & Šťáhlavský, 2019
- Alpiscorpius omikron Kovařík, Štundlová, Fet & Šťáhlavský, 2019
- Alpiscorpius orgeli Yağmur, 2024
- Alpiscorpius pavicevici Tropea, 2021
- Alpiscorpius phrygius (Bonacina, 1980)
- Alpiscorpius sigma Kovařík, Štundlová, Fet & Šťáhlavský, 2019
- Alpiscorpius uludagensis (Lacroix, 1995)
- Alpiscorpius victori Yağmur, 2025
- Alpiscorpius ypsilon Kovařík, Štundlová, Fet & Šťáhlavský, 2019
- Alpiscorpius zloporubovici Tropea, 2021

## Systématique et taxinomie
Ce genre a été décrit comme un sous-genre d'Euscorpius par Gantenbein, Fet, Largiadèr et Scholl en 1999. Il est élevé au rang de genre par Kovařík, Štundlová, Fet et Šťáhlavský en 2019
Tropea en 2021 a réparti les espèces de ce genre dans trois sous-genres : Alpiscorpius stricto sensu pour Alpiscorpius alpha (Caporiacco, 1950), Alpiscorpius beta (Caporiacco,1950), Alpiscorpius delta Kovařík, Štundlová, Fet & Šťáhlavský, 2019, Alpiscorpius germanus (C. L. Koch, 1837), Alpiscorpius kappa Kovařík, Štundlová, Fet & Šťáhlavský, 2019 et Alpiscorpius lambda Kovařík, Štundlová, Fet & Šťáhlavský, 2019, Balkanscorpius pour Alpiscorpius caporiaccoi (Bonacina, 1980), Alpiscorpius dinaricus (Caporiacco, 1950), Alpiscorpius gamma (Caporiacco, 1950), Alpiscorpius omega Kovařík, Štundlová, Fet & Šťáhlavský, 2019, Alpiscorpius omikron Kovařík, Štundlová, Fet & Šťáhlavský, 2019, Alpiscorpius pavicevici Tropea, 2021, Alpiscorpius sigma Kovařík, Štundlová, Fet & Šťáhlavský, 2019, Alpiscorpius ypsilon Kovařík, Štundlová, Fet & Šťáhlavský, 2019, Alpiscorpius zloporubovici Tropea, 2021 et Hadzius pour Alpiscorpius karamani Tropea, 2021. Il ne place pas les espèces turques et caucasiennes Alpiscorpius mingrelicus (Kessler, 1874), Alpiscorpius phrygius (Bonacina, 1980) et Alpiscorpius uludagensis (Lacroix, 1995).

## Publication originale
- Gantenbein, Fet, Largiadèr & Scholl, 1999 : « First DNA phylogeny of Euscorpius Thorell, 1876 (Scorpiones: Euscorpiidae) and its bearing on taxonomy and biogeography of this genus. » Biogeographica, vol. 75, no 2, p. 49–65.